# Meu Nome É Bagdá
Meu Nome é Bagdá é um filme de drama brasileiro de 2021, dirigido por Caru Alves de Souza e roteirizado por Caru em parceria com Josefina Trotta. Inspirado no livro "Bagdá, O Skatista", de Toni Brandão, o filme traz Grace Orstato como Bagdá, uma jovem menina da periferia de São Paulo que passa por mudanças em sua vida ao se encontrar com um novo grupo de amizades. Conta ainda com as atuações de Marie Maymone, Helena Luz, Karina Buhr e Gilda Nomacce no elenco.
Meu Nome É Bagdá teve sua estreia mundial no Festival Internacional de Cinema de Berlim, em 2020, e foi lançado nos cinemas do Brasil em 16 de setembro de 2021 pela Pagu Pictures. O filme não teve muita repercussão comercial no país, no entanto ganhou ampla distribuição nos cinemas da França. Foi recebido com avaliações mistas da crítica especializada, ganhando elogios pelo retrato da liberdade na adolescência. O filme recebeu três indicações no Prêmio Guarani de Cinema, incluindo de Melhor Atriz Coadjuvante para Gilda Nomacce e Melhor Revelação Feminina para Grace Orstato e Karina Buhr .

## Enredo
Bagdá, interpretada por Grace Orsato, é uma skatista de 16 anos que compartilha seus dias com amigos, praticando manobras na pista local, desfrutando momentos descontraídos, como fumar maconha e jogar baralho. Gradualmente, ela se aproxima de Vanessa, interpretada por Nick Batista, sendo incentivada a integrar o grupo. Juntas, elas exploram a comunidade de skatistas femininas, fortalecendo os laços de amizade.

## Elenco
- Grace Orsato como Bagdá
- Karina Buhr como Micheline
- Marie Maymone como Joseane
- Helena Luz como Bia
- Gilda Nomacce como Gladys
- Paulette Pink como Gilda
- Emílio Serrano como Deco
- João Paulo Bienermann como Clever
- Nick Batista como Vanessa
- Suzy Rêgo como Diretora da Escola
- Giulia Del Bel como Giulia
- Inara dos Santos como Inara
- Tania Kesselman como Mãe de Vanessa
- Paula Pretta como Alexandra
- Erika Theodoro como Rosa

## Produção

### Concepção e desenvolvimento
Meu Nome é Bagdá vai além de um filme sobre a paixão pelo skate entre jovens periféricos. A cineasta Caru Alves de Souza, ao escrever e dirigir o filme, aborda temas como empoderamento feminino, resistindo ao machismo, além de tratar de assuntos como assédio e preconceito contra homossexuais. A protagonista, Bagdá, interpretada pela estreante Grace Orsato, catalisa a trama, contracenando com figuras como Gilda Nomacce, Karina Buhr e Paulette Pink.
Caru, filha da cineasta Tata Amaral, liderou uma equipe majoritariamente feminina, ocupando posições-chave tanto artisticamente quanto tecnicamente. O roteiro, inspirado no livro "Bagdá, o Skatista", é uma colaboração entre Caru e Josefina Trotta. A cinematografia ficou a cargo de Camila Cornelsen, enquanto a direção de arte foi conduzida por Marinês Mencio. O filme é uma coprodução entre Majericão Filmes e Tangerina Entretenimento e é distribuído pela Pagu Pictures. Com apoio de instituições como Tribeca Film Institute’s Latin America Fund, Programa Ibermedia, Projeto Paradiso e Converse Br, Meu Nome é Bagdá mostra a capacidade de Caru em mobilizar importantes parceiros internacionais com seus projetos.

## Lançamento
Meu Nome é Bagdá teve sua estreia global no Festival de Berlim de 2020, onde recebeu o prêmio de Melhor Filme na mostra Generation 14plus. Desde então, a obra foi selecionada para mais de 60 eventos internacionais, colecionando diversos prêmios ao longo de sua jornada. Em agosto do mesmo ano, Meu Nome é Bagdá teve sua primeira exibição no Brasil no Drive-In Paradiso, localizado em São Paulo. No Brasil, o filme foi lançado nos cinemas a partir de 16 de setembro de 2021, em um circuito modesto, pela Pagu Pictures. No entanto, foi exibido em 100 salas distribuídas por 40 cidades na França, incluindo Paris e o interior do país. A França mostrou interesse na obra devido ao seu frescor, simplicidade e temática, além do reconhecimento obtido no Festival de Berlim em 2020, onde foi premiado como o melhor longa da mostra Generation 14plus, destinada a filmes para adolescentes.

## Recepção

### Resposta da crítica
Meu Nome É Bagdá gerou críticas mistas por parte dos críticos especializados. Em sua exibição no tradicional Festival Internacional de Cinema de Berlim, o filme recebeu avaliações positivas pelo júri da mostra Generation 14plus. Tal seleção do festival destaca filmes que capturam a realidade dos jovens em diferentes partes do mundo. Ao justificar sua decisão, o júri, composto por Abbas Amini, Jenna Bass e Rima Das, descreveu o filme como "um generoso retrato de liberdade, repleto de belas amizades, música, movimento e solidariedade". A protagonista e sua comunidade conquistaram irresistivelmente o júri, que enfatizou o impacto poderoso e glorioso do clímax do filme. O veredito sublinha a mensagem de que, embora a vida nem sempre nos reserve milagres, podemos superar todos os obstáculos ao seguir nossa paixão.
Bruno Carmelo, para o Papo de Cinema, escreveu que o filme se destaca pela habilidade na direção, especialmente na montagem ágil que evita a estética de videoclipes, mantendo-se contemporâneo sem apelar para fragmentações intensas supostamente associadas à linguagem juvenil. A trilha sonora é integrada de maneira eficaz, e os atores parecem genuinamente se divertir nas dinâmicas dirigidas pela competente direção. O filme desafia estereótipos ao colocar mulheres como protagonistas, seja ditando as regras em um bar, como na descontraída participação de Gilda Nomacce, ou apoiando afetuosamente os filhos na vocação de skatistas, como evidenciado em uma bela cena com a mãe de Deco. O roteiro gradualmente encontra um espaço para Bagdá no mundo do skate, permitindo que ela seja autêntica, sem a necessidade de seguir padrões tradicionais. O filme abre caminho para que a personagem permaneça fiel a si mesma, mesmo ao praticar o esporte em um ambiente restrito, segregado das ruas ao redor. Este é um início, um passo inicial construído horizontalmente, entre mulheres e para mulheres.

### Prêmios e indicações
| Ano  | Associações                                                | Categoria                               | Recipiente(s)       | Resultado | Ref.  |
| ---- | ---------------------------------------------------------- | --------------------------------------- | ------------------- | --------- | ----- |
| 2020 | Festival Internacional de Cinema de Berlim                 | Urso de Ouro de Melhor Filme            | Meu Nome É Bagdá    | Indicado  | [ 5 ] |
| 2020 | Festival Internacional de Cinema de Berlim                 | Melhor Filme (Mostra Generation 14plus) | Meu Nome É Bagdá    | Indicado  | [ 5 ] |
| 2020 | Festival Internacional de Cinema de Berlim                 | Grand Prix da Mostra Generation 14plus  | Caru Alves de Souza | Venceu    | [ 5 ] |
| 2020 | Cairo International Film Festival                          | Melhor Filme                            | Meu Nome É Bagdá    | Indicado  | [ 7 ] |
| 2020 | Cork International Film Festival                           | Melhor Filme (menção especial)          | Meu Nome É Bagdá    | Indicado  |       |
| 2020 | Festival Internacional de Cinema do Uruguai                | Melhor Filme                            | Meu Nome É Bagdá    | Indicado  |       |
| 2020 | TLVFest - The Tel Aviv International LGBT Film Festival    | Melhor Filme                            | Meu Nome É Bagdá    | Indicado  |       |
| 2020 | Nordic International Film Festival                         | Melhor Filme                            | Meu Nome É Bagdá    | Venceu    |       |
| 2020 | Nordic International Film Festival                         | Melhor Diretor                          | Caru Alves de Souza | Venceu    |       |
| 2020 | Oslo/Fusion International Film Festival                    | Melhor Filme                            | Meu Nome É Bagdá    | Indicado  |       |
| 2020 | Quebec City International Film Festival                    | Melhor Filme                            | Meu Nome É Bagdá    | Indicado  |       |
| 2020 | Festival Mix Brasil de Cultura da Diversidade              | Melhor Filme                            | Meu Nome É Bagdá    | Indicado  |       |
| 2020 | Burgas International Film Festival                         | Melhor Filme                            | Meu Nome É Bagdá    | Indicado  |       |
| 2020 | Nara International Film Festival                           | Melhor Filme                            | Meu Nome É Bagdá    | Indicado  |       |
| 2020 | Tofifest - International Film Festival                     | Melhor Filme                            | Meu Nome É Bagdá    | Indicado  |       |
| 2020 | Festival de Cinema de Lima                                 | Melhor Filme                            | Meu Nome É Bagdá    | Indicado  | [ 8 ] |
| 2020 | Festival de Cinema de Lima                                 | Melhor Atriz                            | Grace Orsato        | Venceu    | [ 8 ] |
| 2020 | Festival de Cinema de Lima                                 | Melhor Elenco Feminino                  | Elenco de Atrizes   | Indicado  | [ 8 ] |
| 2020 | MIX Copenhagen LGBTQ Film Festival                         | Melhor Filme                            | Meu Nome É Bagdá    | Indicado  |       |
| 2020 | This Human World                                           | Melhor Filme                            | Meu Nome É Bagdá    | Indicado  |       |
| 2020 | Festival Du Grain à Démoudre                               | Melhor Filme                            | Meu Nome É Bagdá    | Indicado  |       |
| 2020 | Unabhängiges FilmFest Osnabrück                            | Melhor Filme                            | Meu Nome É Bagdá    | Indicado  |       |
| 2020 | Festival de Cine Latinoamericano de La Plata               | Melhor Filme                            | Meu Nome É Bagdá    | Venceu    | [ 8 ] |
| 2021 | Würzburg International Filmweekend                         | Melhor Filme                            | Meu Nome É Bagdá    | Indicado  |       |
| 2021 | Bergen International Film Festival                         | Melhor Filme                            | Meu Nome É Bagdá    | Indicado  |       |
| 2021 | Prêmio ABC de Cinematografia                               | Melhor Direção de Arte                  | Marinês Mencio      | Indicado  |       |
| 2021 | Kristiansand International Children's Film Festival        | Melhor Filme                            | Meu Nome É Bagdá    | Indicado  |       |
| 2021 | Reel 2 Reel International Film Festival for Youth          | Melhor Filme (prêmio do júri)           | Meu Nome É Bagdá    | Indicado  | [ 8 ] |
| 2021 | Image + Nation Festival Cinema LGBT Montreal Film Festival | Melhor Filme                            | Meu Nome É Bagdá    | Indicado  |       |
| 2021 | Kosmorama, Trondheim Internasjonale Filmfestival           | Melhor Filme                            | Meu Nome É Bagdá    | Indicado  |       |
| 2021 | Festival Sesc Melhores Filmes                              | Melhor Filme Nacional                   | Meu Nome É Bagdá    | Indicado  |       |
| 2021 | Festival Sesc Melhores Filmes                              | Melhor Atriz Nacional                   | Grace Orsato        | Indicado  |       |
| 2021 | Guanajuato International Film Festival                     | Melhor Filme                            | Meu Nome É Bagdá    | Indicado  |       |
| 2021 | Stockholm Film Festival Junior                             | Melhor Filme                            | Meu Nome É Bagdá    | Indicado  |       |
| 2021 | Translations: The Seattle Transgender Film Festival        | Melhor Filme                            | Meu Nome É Bagdá    | Indicado  |       |
| 2021 | Pink Apple                                                 | Melhor Filme                            | Meu Nome É Bagdá    | Indicado  |       |
| 2021 | Cinema Public Festival Cine Junior                         | Prêmio do Júri Jovem                    | Meu Nome É Bagdá    | Venceu    | [ 8 ] |
| 2021 | Athena Film Festival                                       | Melhor Filme                            | Meu Nome É Bagdá    | Indicado  |       |
| 2022 | Prêmio Guarani de Cinema Brasileiro                        | Melhor Atriz Coadjuvante                | Gilda Nomacce       | Indicado  |       |
| 2022 | Prêmio Guarani de Cinema Brasileiro                        | Melhor Revelação Feminina               | Grace Orsato        | Indicado  |       |
| 2022 | Prêmio Guarani de Cinema Brasileiro                        | Melhor Revelação Feminina               | Karina Buhr         | Indicado  |       |